# Vasilij Ivanovič Zuev
Vasilij Ivanovič Zuev in russo Василий Иванович Зуев? (Stavropol sul Volga, 1870 – Stavropol sul Volga, 1918 circa) è stato un miniaturista e pittore russo.
Proveniva da una famiglia borghese.
Dopo essersi laureato nel 1985 alla Scuola centrale di disegno industriale del barone Aleksandr Stieglitz, ha studiato per un anno presso l'Accademia imperiale delle arti.
Fu maestro di disegno al Liceo imperiale Alessandro.
Nel 1904 cominciò a lavorare per la Corte imperiale realizzando miniature su avorio.
Secondo Birbaum lavorò per la sede della Fabergé a San Pietroburgo,
fu reclutato da Henrik Wigström.
Secondo Plotnickij era capriccioso e sosteneva che la luce di San Pietroburgo non era favorevole alla sua arte; Fabergé gli costruì uno studio 2500 miglia a sud, in Crimea, dove Zuev lavorò "in pace e luce" facendo "viaggi infrequenti a San Pietroburgo per consegnare i suoi lavori e ricevere nuovi incarichi".
Zuev fu l'artista meglio pagato dell'azienda, con 750 rubli al mese, in confronto un ministro del governo prendeva 1.000 rubli al mese.
Eugène Fabergé lo definisce "un eccellente pittore di miniature", che lavorò per l'azienda fino al 1918.
Durante la carestia che seguì alla rivoluzione d'ottobre del 1917 Zuev, in cerca di cibo, si recò alla sua città natale di Stavropol e scomparve senza lasciare tracce.

## Uova Fabergé
Dipinse le miniature di varie Uova imperiali Fabergé:
- Uovo del XV anniversario del 1911
- Uovo napoleonico del 1912
- Uovo del tricentenario dei Romanov del 1913
- Uovo di Caterina la Grande del 1914
- Uovo della Croce Rossa con ritratti del 1915
- Uovo d'acciaio del 1916

è inoltre possibile che sia l'autore della miniatura a grisaille della sorpresa nell'Uovo mosaico del 1914 e delle miniature sull'Uovo dell'Ordine di San Giorgio del 1916.